# Frederick William Pomeroy

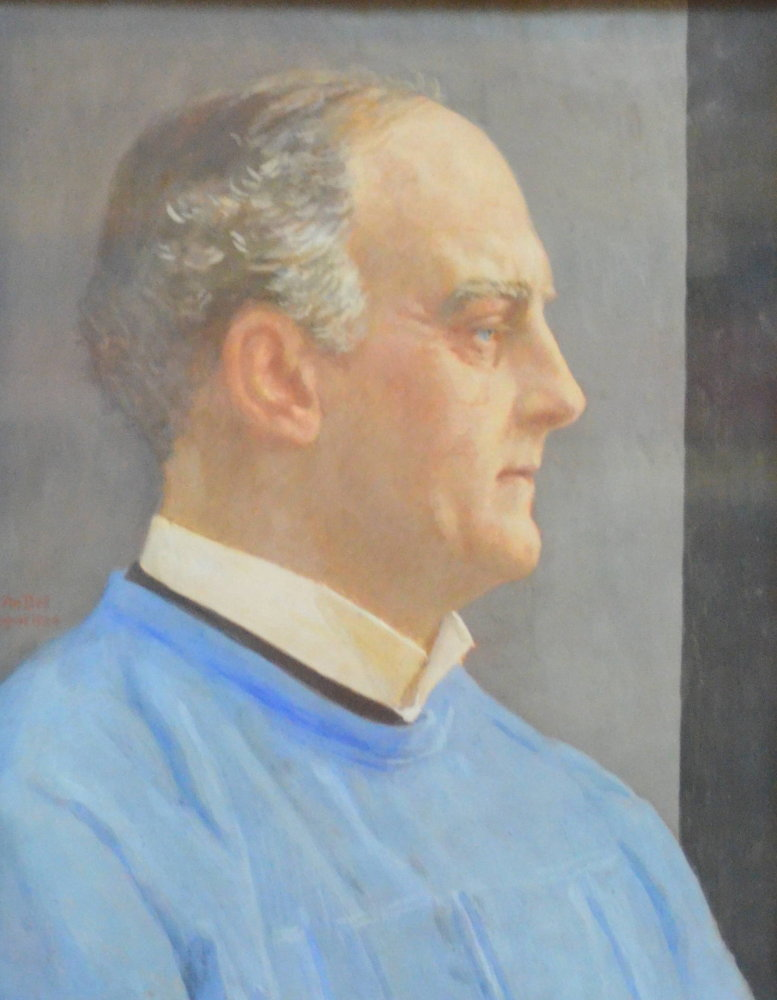
Frederick William Pomeroy von Robert Anning Bell (1862–1933). Anlass war Pomeroys Jahr als Meister der Art Workers Guild

Frederick William Pomeroy (* 9. Oktober 1856 in Lambeth, London; † 26. Mai 1924 in Cliftonville, Kent) war ein britischer Bildhauer, der für seine Bauplastiken bekannt ist.

## Leben

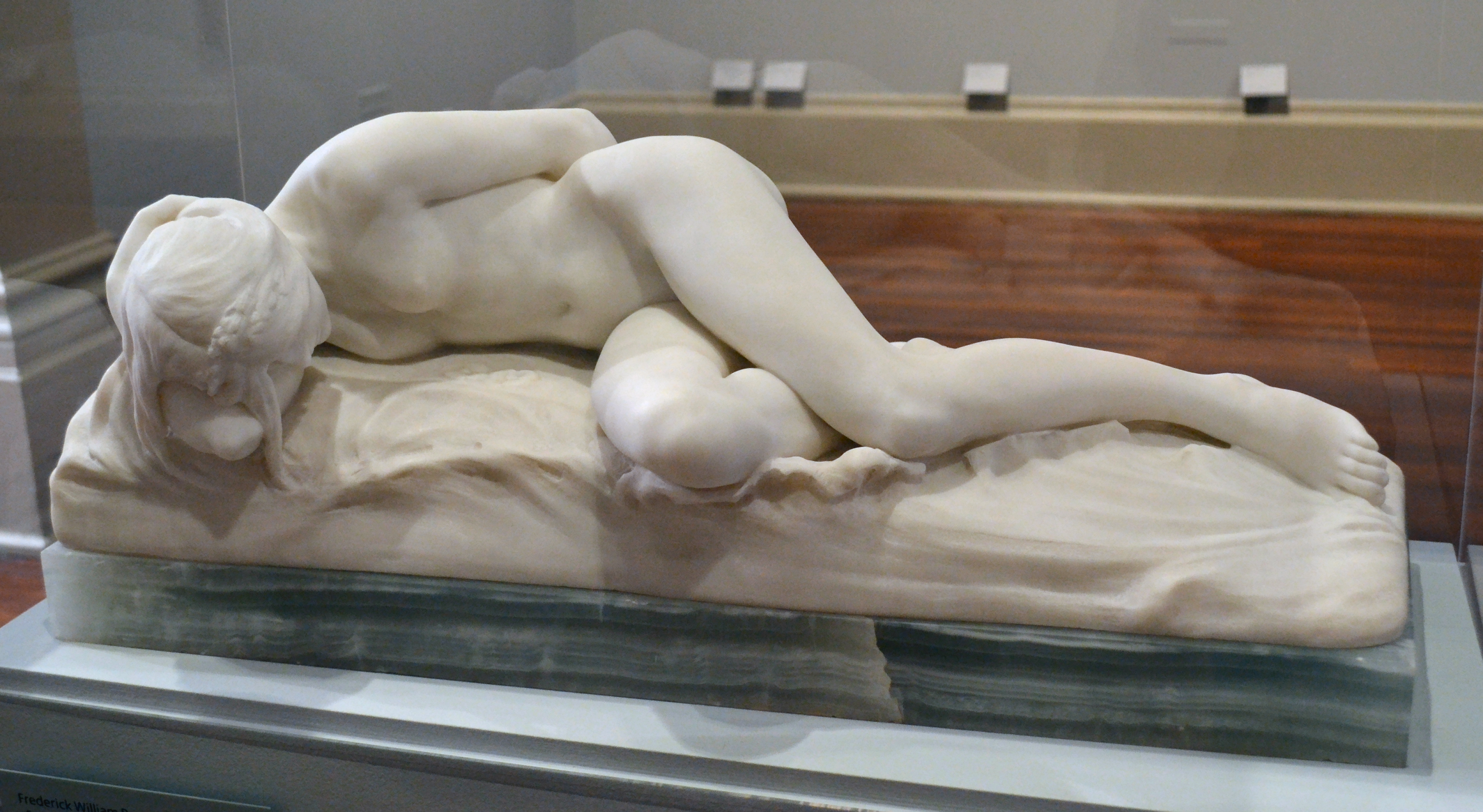
Frederick William Pomeroy: The Nymph of Loch Awe (1897). Tate Britain, London

Frederick William Pomeroy wurde in London als Sohn eines Steinmetzes geboren. Nach dem Tod seines Vaters im Alter von 14 Jahren wurde er zum Hauptverdiener der Familie. Er begann eine Ausbildung in einer Londoner Firma für Bauplastik, möglicherweise bei Farmer & Brindley. Von etwa 1877 bis 1880 studierte er an der South London Technical Art School in Lambeth, wo er von dem französischen Bildhauer Jules Dalou unterrichtet wurde. Dalous lebhafter Naturalismus und seine Fähigkeit zu modellieren beeinflussten Pomeroy nachhaltig. Anschließend studierte er von 1881 bis 1885 an den Royal Academy Schools in London, wo er mit einer Goldmedaille und einem Reisestipendium ausgezeichnet wurde. Dieses Stipendium ermöglichte ihm weitere Studien in Paris bei Antonin Mercié und später in Rom. Pomeroy stellte 1885 zum ersten Mal in der Royal Academy aus und nahm ab 1888 regelmäßig an Ausstellungen der Arts and Crafts-Bewegung teil. Pomeroy war einer der Hauptvertreter der New Sculpture-Bewegung, die sich durch einen Stilwandel hin zum Naturalismus auszeichnete. Seine Werke zeigen eine Mischung aus klassischer und moderner Ästhetik, oft mit mythologischen oder allegorischen Themen. Als Mitglied der Royal Academy wurde er 1906 zum Associate Member und 1917 zum Full Member gewählt. 1907 wurde er zum Master der Art Workers Guild ernannt.

## Werk

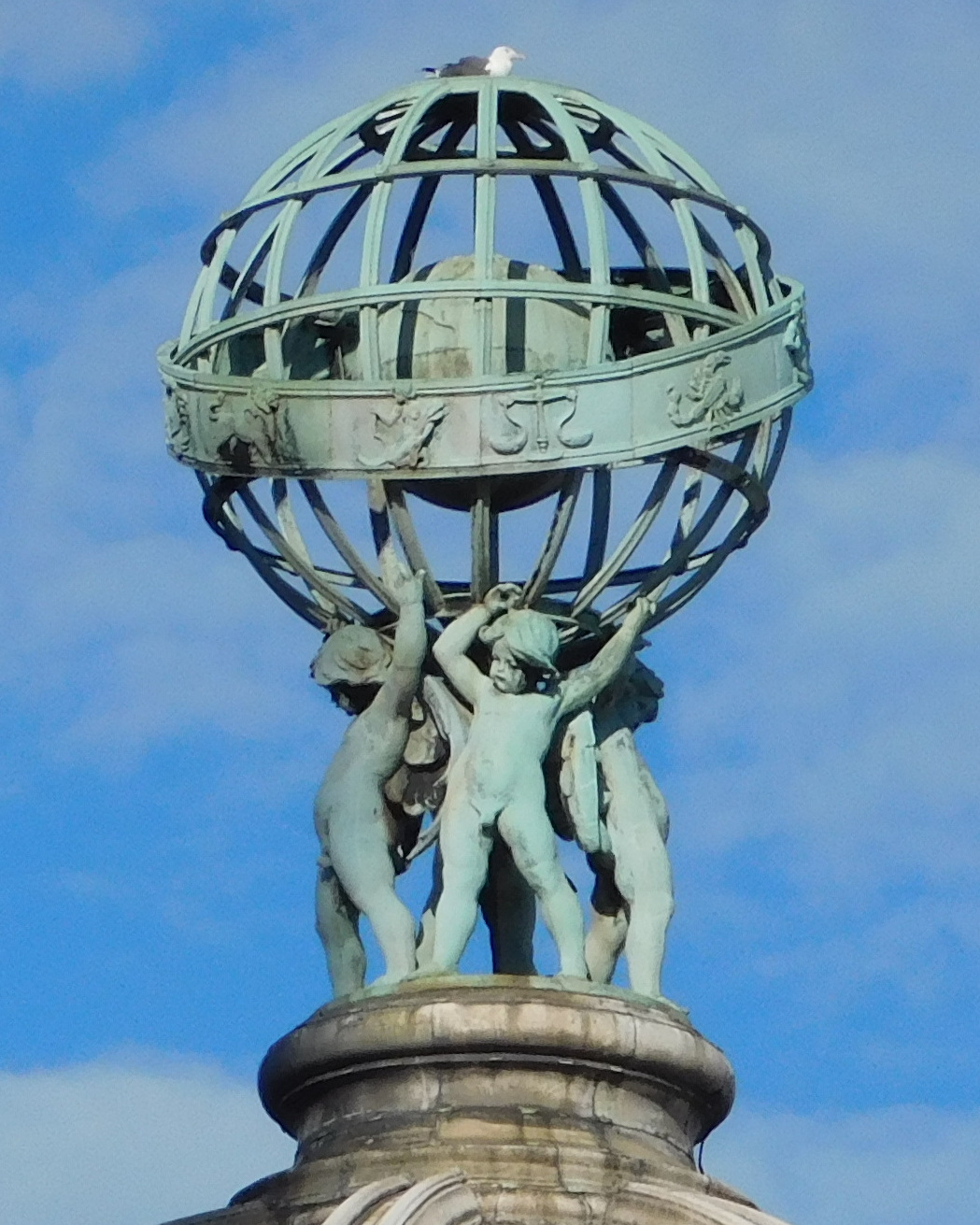
Kuppel und Skulpturen des Electra House in London

Frederick William Pomeroy war ein produktiver Bildhauer, dessen Werke in ganz Großbritannien zu finden sind. Zu seinen wichtigsten Werken zählen:
- Die Figur der Lady Justice (1905–1906) auf der Kuppel des Old Bailey in London.
- Ein Marmorrelief in der St Saviour’s Church, Colgate, West Sussex.
- Ein Denkmal für Dean Samuel Reynolds Hole in der Kathedrale von Rochester (1905).
- Ein Denkmal für Bischof George Ridding in Southwell Minster (1907).
- Die Skulptur The Wood Nymph (1908), ursprünglich Feronia genannt, in der Lady Lever Art Gallery.